# Пса

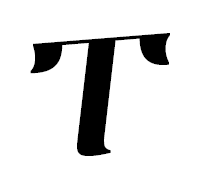

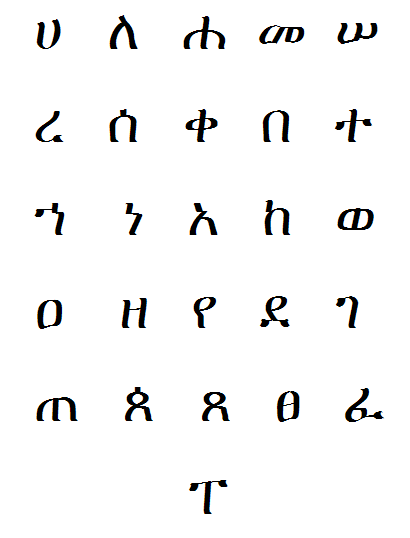

Пса, (амх. ፕሳ) — буква эфиопского алфавита геэз, обозначает глухой губно-губной взрывной согласный /p/.
- ፐ  — пса геэз пэ
- ፑ  — пса каэб пу
- ፒ  — пса салис пи
- ፓ  — пса рабы па
- ፔ  — пса хамыс пе
- ፕ  — пса садыс пы (п)
- ፖ  — пса сабы по